# Сабри, Нур
Нур Сабри Аббас Хасан Аль-Байрави (араб. نور صبري عباس حسن البيراوي‎, 18 июня 1984 года, Багдад) — иракский футболист, вратарь. Участник Олимпиады-2004.

## Карьера
В 2001 году в составе молодёжной сборной принимал участие в чемпионате мира.
В 2004 году был приглашён Берндом Штанге в состав команды для участия в Олимпиаде в Афинах, где сборная Ирака заняла 4-е место. Сыграл во всех шести матчах на турнире.
Он выиграл Дамасский международный чемпионат в 2005 году с «Аль-Талабой», когда они победили «Аль-Завраа» 5:4 по пенальти в финале, а Нур Сабри отбил два удара и забил сам в послематчевой серии пенальти.
В 2007 году в составе сборной стал обладателем кубка Азии. В полуфинале в серии послематчевых пенальти отразил удар Ём Ки Хуна. Нур Сабри был выдающимся вратарем Кубка Азии 2007, пропустив всего два мяча на протяжении всей кампании по завоеванию титула Ираком. Нур Сабри принадлежит к золотому поколению футболистов страны, воспитанному Аднаном Хамадом.
В 2016 году Нур Сабри объявил о своем уходе из международного футбола, чтобы дать молодым игрокам возможность представлять сборную Ирака.